# Jasir Asani
Jasir Asani (Skopje, 19 maggio 1995) è un calciatore albanese, attaccante del Gwangju e della nazionale albanese.

## Caratteristiche tecniche
Di ruolo esterno d'attacco o di centrocampo in una linea a quattro, è stato impiegato anche come falso nueve. È in possesso di un'ottima tecnica individuale, una buona velocità e visione di gioco, risultando un ottimo uomo assist. In possesso di un ottimo controllo palla e di un dribbling efficace, riesce a superare facilmente l'uomo ed a creare la superiorità numerica. Dotato di un ottimo sinistro e di un buon destro, trova spesso il goal anche da fuori area. È stato paragonato dai media albanesi al giocatore spagnolo Suso.

## Biografia
Nato a Skopje in Macedonia del Nord, è di etnia albanese.

## Carriera

### Club

#### Vardar ed il prestito allo Shkupi
Asani è approdato nella prima squadra del Vardar direttamente dal settore giovanile. Diciottenne, si è reso protagonista di una stagione da 7 reti in 12 presenze, di cui solo 6 di queste giocate dal primo minuto. Il Vardar ha concluso quel campionato (2013-2014) al 5º posto. Durante la stagione 2014-2015 il giocatore ha realizzato 5 gol in 26 presenze in campionato, 20 delle quali da titolare, utili alla conquista dell'ottavo titolo nazionale per i rossoneri. Nella campionato 2015-2016 le reti sono state 3 e le presenze 15, e anche in questo caso il club si è laureato campione di Macedonia. Asani e il Vardar hanno nuovamente vinto il titolo nel 2016-2017, anche se il giocatore in realtà ha trascorso la seconda parte di stagione in prestito allo Shkupi.

#### Pobeda e Partizani Tirana
Il 24 luglio 2017 è stato acquistato a titolo definitivo dal Pobeda, con cui ha giocato due partite nel mese di agosto prima di trasferirsi in Albania al Partizani Tirana con un contratto quadriennale. Durante il suo secondo anno con la squadra della capitale albanese, Asani ha contribuito con 8 gol e 5 assist nelle 33 presenze che hanno contribuito alla conquista del titolo nazionale.

#### Il prestito all'AIK
Dopo aver iniziato la stagione 2019-2020 sempre in Albania col Partizani Tirana, Asani si è unito agli svedesi dell'AIK con un prestito valido da gennaio a fine giugno 2020, poi esteso fino al 30 agosto. La squadra stava cercando un esterno offensivo per far fronte alla lunga assenza dell'infortunato Nabil Bahoui. Al 92' minuto della prima giornata di campionato ha fissato il punteggio sul definitivo 0-2 nella trasferta di Örebro. Quello è stato l'unico gol della sua parentesi svedese, conclusa il 12 agosto – con 4 presenze all'attivo – con qualche giorno di anticipo rispetto alla scadenza del prestito.

### Nazionale
Ha debuttato con la maglia della nazionale macedone Under-21 il 13 agosto 2014 nella partita valida per le qualificazioni all'Europeo 2015, persa per 0 a 3 contro l'Israele Under-21.
Nel dicembre del 2015 ha scelto definitivamente di giocare per la nazionale albanese Under-21, essendo di origini albanesi. Il 14 gennaio 2016 ha ricevuto la sua prima convocazione dall'Under-21 albanese per partecipare ad una serie di amichevoli.
Il 22 gennaio 2016 ha fatto il suo debutto con l'Under-21 albanese nella partita amichevole contro l'Arabia Saudita Under-20, nella quale ha esordito partendo da titolare ed ha anche segnato il suo primo gol.
Il 27 marzo 2023 esordisce con la nazionale maggiore albanese nella sfida persa per 1-0 contro la Polonia.

## Statistiche

### Presenze e reti nei club
Statistiche aggiornate al 4 maggio 2025.
| Stagione                | Squadra                 | Campionato              | Campionato | Campionato | Coppe nazionali | Coppe nazionali | Coppe nazionali | Coppe continentali | Coppe continentali | Coppe continentali | Altre coppe | Altre coppe | Altre coppe | Totale | Totale |
| Stagione                | Squadra                 | Comp                    | Pres       | Reti       | Comp            | Pres            | Reti            | Comp               | Pres               | Reti               | Comp        | Pres        | Reti        | Pres   | Reti   |
| ----------------------- | ----------------------- | ----------------------- | ---------- | ---------- | --------------- | --------------- | --------------- | ------------------ | ------------------ | ------------------ | ----------- | ----------- | ----------- | ------ | ------ |
| 2013-2014               | Vardar                  | PL                      | 12         | 7          | CM              | 0               | 0               | UCL                | -                  | -                  | SM          | -           | -           | 12     | 7      |
| 2014-2015               | Vardar                  | PL                      | 26         | 5          | CM              | 2               | 1               | UEL                | 0                  | 0                  | -           | -           | -           | 28     | 6      |
| 2015-2016               | Vardar                  | PL                      | 15         | 3          | CM              | 0               | 0               | UCL+UEL            | 1+0                | 0                  | SM          | 0           | 0           | 16     | 3      |
| 2016-gen. 2017          | Vardar                  | PL                      | 13         | 2          | CM              | 2               | 1               | UCL                | 2                  | 1                  | SM          | 0           | 0           | 17     | 4      |
| Totale Vardar           | Totale Vardar           | Totale Vardar           | 66         | 17         |                 | 4               | 2               |                    | 3                  | 1                  |             | 0           | 0           | 73     | 20     |
| gen.-giu. 2017          | Shkupi                  | PL                      | 14+2       | 3+0        | CM              | 0               | 0               | -                  | -                  | -                  | -           | -           | -           | 16     | 3      |
| lug.-set. 2017          | Pobeda                  | PL                      | 2          | 0          | CM              | 0               | 0               | -                  | -                  | -                  | -           | -           | -           | 2      | 0      |
| 2017-2018               | Partizani Tirana        | KS                      | 29         | 4          | CA              | 4               | 1               | UEL                | -                  | -                  | -           | -           | -           | 33     | 5      |
| 2018-2019               | Partizani Tirana        | KS                      | 33         | 8          | CA              | 3               | 0               | UEL                | 2                  | 0                  | -           | -           | -           | 38     | 8      |
| 2019-gen. 2020          | Partizani Tirana        | KS                      | 14         | 3          | CA              | 1               | 0               | UCL+UEL            | 2+2                | 0+1                | SA          | 1           | 0           | 20     | 4      |
| 2020                    | AIK                     | A                       | 4          | 1          | CS              | 3               | 1               | UEL                | -                  | -                  | -           | -           | -           | 7      | 2      |
| 2020-2021               | Partizani Tirana        | KS                      | 30         | 9          | CA              | 2               | 1               | -                  | -                  | -                  | -           | -           | -           | 32     | 10     |
| Totale Partizani Tirana | Totale Partizani Tirana | Totale Partizani Tirana | 106        | 24         |                 | 10              | 2               |                    | 6                  | 1                  |             | 1           | 0           | 123    | 27     |
| 2021-2022               | Kisvárda                | NB1                     | 29         | 6          | CU              | 2               | 1               | -                  | -                  | -                  | -           | -           | -           | 31     | 7      |
| 2022-2023               | Kisvárda                | NB1                     | 15         | 0          | CU              | 2               | 0               | UECL               | 4                  | 3                  | -           | -           | -           | 21     | 3      |
| Totale Kisvárda         | Totale Kisvárda         | Totale Kisvárda         | 44         | 6          |                 | 4               | 1               |                    | 4                  | 3                  |             | -           | -           | 52     | 10     |
| 2023                    | Gwangju                 | K1                      | 33         | 7          | CCS             | 0               | 0               | -                  | -                  | -                  | -           | -           | -           | 33     | 7      |
| 2024                    | Gwangju                 | K1                      | 13         | 3          | CCS             | 2               | 0               | ACL                | 5                  | 7                  | -           | -           | -           | 20     | 10     |
| 2025                    | Gwangju                 | K1                      | 9          | 3          | CCS             | 0               | 0               | ACL                | 5                  | 2                  | -           | -           | -           | 14     | 5      |
| Totale Gwangju          | Totale Gwangju          | Totale Gwangju          | 55         | 13         |                 | 2               | 0               |                    | 10                 | 9                  |             | -           | -           | 67     | 22     |
| Totale carriera         | Totale carriera         | Totale carriera         | 293        | 64         |                 | 23              | 6               |                    | 18                 | 14                 |             | 1           | 0           | 340    | 84     |

### Cronologia presenze e reti in nazionale
| Cronologia completa delle presenze e delle reti in nazionale ― Albania | Cronologia completa delle presenze e delle reti in nazionale ― Albania | Cronologia completa delle presenze e delle reti in nazionale ― Albania | Cronologia completa delle presenze e delle reti in nazionale ― Albania | Cronologia completa delle presenze e delle reti in nazionale ― Albania | Cronologia completa delle presenze e delle reti in nazionale ― Albania | Cronologia completa delle presenze e delle reti in nazionale ― Albania | Cronologia completa delle presenze e delle reti in nazionale ― Albania |
| Data                                                                   | Città                                                                  | In casa                                                                | Risultato                                                              | Ospiti                                                                 | Competizione                                                           | Reti                                                                   | Note                                                                   |
| ---------------------------------------------------------------------- | ---------------------------------------------------------------------- | ---------------------------------------------------------------------- | ---------------------------------------------------------------------- | ---------------------------------------------------------------------- | ---------------------------------------------------------------------- | ---------------------------------------------------------------------- | ---------------------------------------------------------------------- |
| 27-3-2023                                                              | Varsavia                                                               | Polonia                                                                | 1 – 0                                                                  | Albania                                                                | Qual. Euro 2024                                                        | -                                                                      | 70’                                                                    |
| 17-6-2023                                                              | Tirana                                                                 | Albania                                                                | 2 – 0                                                                  | Moldavia                                                               | Qual. Euro 2024                                                        | 1                                                                      | 67’                                                                    |
| 20-6-2023                                                              | Tórshavn                                                               | Fær Øer                                                                | 1 – 3                                                                  | Albania                                                                | Qual. Euro 2024                                                        | -                                                                      | 75’                                                                    |
| 7-9-2023                                                               | Praga                                                                  | Rep. Ceca                                                              | 1 – 1                                                                  | Albania                                                                | Qual. Euro 2024                                                        | -                                                                      | 52’ 70’                                                                |
| 10-9-2023                                                              | Tirana                                                                 | Albania                                                                | 2 – 0                                                                  | Polonia                                                                | Qual. Euro 2024                                                        | 1                                                                      | 70’                                                                    |
| 12-10-2023                                                             | Tirana                                                                 | Albania                                                                | 3 – 0                                                                  | Rep. Ceca                                                              | Qual. Euro 2024                                                        | 1                                                                      | 54’                                                                    |
| 17-10-2023                                                             | Tirana                                                                 | Albania                                                                | 2 – 0                                                                  | Bulgaria                                                               | Amichevole                                                             | -                                                                      | 51’ 54’                                                                |
| 17-11-2023                                                             | Chișinău                                                               | Moldavia                                                               | 1 – 1                                                                  | Albania                                                                | Qual. Euro 2024                                                        | -                                                                      | 90+2’                                                                  |
| 20-11-2023                                                             | Tirana                                                                 | Albania                                                                | 0 – 0                                                                  | Fær Øer                                                                | Qual. Euro 2024                                                        | -                                                                      | 74’                                                                    |
| 22-3-2024                                                              | Parma                                                                  | Albania                                                                | 0 – 3                                                                  | Cile                                                                   | Amichevole                                                             | -                                                                      | 63’                                                                    |
| 25-3-2024                                                              | Solna                                                                  | Svezia                                                                 | 1 – 0                                                                  | Albania                                                                | Amichevole                                                             | -                                                                      | 82’                                                                    |
| 3-6-2024                                                               | Szombathely                                                            | Albania                                                                | 3 – 0                                                                  | Liechtenstein                                                          | Amichevole                                                             | 1                                                                      | 76’                                                                    |
| 7-6-2024                                                               | Szombathely                                                            | Albania                                                                | 3 – 1                                                                  | Azerbaigian                                                            | Amichevole                                                             | -                                                                      | 46’                                                                    |
| 15-6-2024                                                              | Dortmund                                                               | Italia                                                                 | 2 – 1                                                                  | Albania                                                                | Euro 2024 - 1º turno                                                   | -                                                                      | 68’                                                                    |
| 19-6-2024                                                              | Amburgo                                                                | Croazia                                                                | 2 – 2                                                                  | Albania                                                                | Euro 2024 - 1º turno                                                   | -                                                                      | 64’                                                                    |
| 24-6-2024                                                              | Düsseldorf                                                             | Albania                                                                | 0 – 1                                                                  | Spagna                                                                 | Euro 2024 - 1º turno                                                   | -                                                                      | 82’                                                                    |
| 7-9-2024                                                               | Praga                                                                  | Ucraina                                                                | 1 – 2                                                                  | Albania                                                                | UEFA Nations League 2024-2025 - 1º turno                               | 1                                                                      | 68’                                                                    |
| 10-9-2024                                                              | Tirana                                                                 | Albania                                                                | 0 – 1                                                                  | Georgia                                                                | UEFA Nations League 2024-2025 - 1º turno                               | -                                                                      | 72’                                                                    |
| 11-10-2024                                                             | Praga                                                                  | Rep. Ceca                                                              | 2 – 0                                                                  | Albania                                                                | UEFA Nations League 2024-2025 - 1º turno                               | -                                                                      | 65’                                                                    |
| 14-10-2024                                                             | Tbilisi                                                                | Georgia                                                                | 0 – 1                                                                  | Albania                                                                | UEFA Nations League 2024-2025 - 1º turno                               | -                                                                      |                                                                        |
| 16-11-2024                                                             | Tirana                                                                 | Albania                                                                | 0 – 0                                                                  | Rep. Ceca                                                              | UEFA Nations League 2024-2025 - 1º turno                               | -                                                                      | 30’                                                                    |
| 19-11-2024                                                             | Tirana                                                                 | Albania                                                                | 1 – 2                                                                  | Ucraina                                                                | UEFA Nations League 2024-2025 - 1º turno                               | -                                                                      | 46’                                                                    |
| 21-3-2025                                                              | Londra                                                                 | Inghilterra                                                            | 2 – 0                                                                  | Albania                                                                | Qual. Mondiali 2026                                                    | -                                                                      | 78’                                                                    |
| Totale                                                                 |                                                                        | Presenze                                                               | 23                                                                     |                                                                        | Reti                                                                   | 5                                                                      |                                                                        |

| Cronologia completa delle presenze e delle reti in nazionale ― Albania under 21 | Cronologia completa delle presenze e delle reti in nazionale ― Albania under 21 | Cronologia completa delle presenze e delle reti in nazionale ― Albania under 21 | Cronologia completa delle presenze e delle reti in nazionale ― Albania under 21 | Cronologia completa delle presenze e delle reti in nazionale ― Albania under 21 | Cronologia completa delle presenze e delle reti in nazionale ― Albania under 21 | Cronologia completa delle presenze e delle reti in nazionale ― Albania under 21 | Cronologia completa delle presenze e delle reti in nazionale ― Albania under 21 |
| Data                                                                            | Città                                                                           | In casa                                                                         | Risultato                                                                       | Ospiti                                                                          | Competizione                                                                    | Reti                                                                            | Note                                                                            |
| ------------------------------------------------------------------------------- | ------------------------------------------------------------------------------- | ------------------------------------------------------------------------------- | ------------------------------------------------------------------------------- | ------------------------------------------------------------------------------- | ------------------------------------------------------------------------------- | ------------------------------------------------------------------------------- | ------------------------------------------------------------------------------- |
| 22-1-2016                                                                       | Kiev                                                                            | Albania under 21                                                                | 1 – 1                                                                           | Arabia Saudita under 20                                                         | Amichevole                                                                      | 1                                                                               |                                                                                 |
| Totale                                                                          |                                                                                 | Presenze                                                                        | 1                                                                               |                                                                                 | Reti                                                                            | 1                                                                               |                                                                                 |

| Cronologia completa delle presenze e delle reti in nazionale ― Macedonia under 21 | Cronologia completa delle presenze e delle reti in nazionale ― Macedonia under 21 | Cronologia completa delle presenze e delle reti in nazionale ― Macedonia under 21 | Cronologia completa delle presenze e delle reti in nazionale ― Macedonia under 21 | Cronologia completa delle presenze e delle reti in nazionale ― Macedonia under 21 | Cronologia completa delle presenze e delle reti in nazionale ― Macedonia under 21 | Cronologia completa delle presenze e delle reti in nazionale ― Macedonia under 21 | Cronologia completa delle presenze e delle reti in nazionale ― Macedonia under 21 |
| Data                                                                              | Città                                                                             | In casa                                                                           | Risultato                                                                         | Ospiti                                                                            | Competizione                                                                      | Reti                                                                              | Note                                                                              |
| --------------------------------------------------------------------------------- | --------------------------------------------------------------------------------- | --------------------------------------------------------------------------------- | --------------------------------------------------------------------------------- | --------------------------------------------------------------------------------- | --------------------------------------------------------------------------------- | --------------------------------------------------------------------------------- | --------------------------------------------------------------------------------- |
| 13-8-2014                                                                         | Skopje                                                                            | Macedonia under 21                                                                | 0 – 3                                                                             | Israele under 21                                                                  | Qual. Europeo Under-21 2015                                                       | -                                                                                 | 64’                                                                               |
| 9-9-2014                                                                          | Petah Tiqwa                                                                       | Israele under 21                                                                  | 2 – 1                                                                             | Macedonia under 21                                                                | Qual. Europeo Under-21 2015                                                       | -                                                                                 | 45+1’                                                                             |
| 11-6-2015                                                                         | Reykjavík                                                                         | Islanda under 21                                                                  | 3 – 0                                                                             | Macedonia under 21                                                                | Qual. Europeo Under-21 2017                                                       | -                                                                                 | 65’                                                                               |
| Totale                                                                            |                                                                                   | Presenze                                                                          | 3                                                                                 |                                                                                   | Reti                                                                              | 0                                                                                 |                                                                                   |

## Palmarès

### Club

#### Competizioni nazionali
- Campionato macedone: 2

Vardar: 2014-2015, 2015-2016
- Campionato albanese: 1

Partizani Tirana: 2018-2019
- Supercoppa di Macedonia: 1

Vardar: 2015
- Supercoppa d'Albania: 1

Partizani Tirana: 2019